# Wormser Reformation

Rechtsänderungen in der Ausgabe von 1542

Die Wormser Reformation (Originaltitel: Der Statt Wormbs Reformation) war eine Zusammenfassung des in der Stadt Worms geltenden Rechts und erschien im Druck 1499.

## Entstehung
Aufgrund der Zerstörung von Worms 1689 im Pfälzischen Erbfolgekrieg durch Truppen von König Ludwig XIV. gibt es nur wenige Quellen zum städtischen Recht aus der Zeit vor der Wormser Reformation.
Die Wormser Reformation wurde 1498 erstellt. Als Quellen wurden auch überlieferte Schriften verwendet, die kaiserliches Recht enthielten. Als Vorbild diente unter anderem die Nürnberger Reformation von 1479, erstmals gedruckt 1484. Über den Redaktionsprozess oder den konkreten Anlass ist nichts bekannt. Umstände, die die Arbeit an dem Werk beförderten, waren eine dem Humanismus zugewandte Atmosphäre in den führenden Kreisen von Worms, die Anwesenheit zahlreicher Juristen in der Stadt durch den Umstand, dass das Reichskammergericht 1497 bis 1499 hier seinen Sitz hatte, der Wunsch der Stadt sich gegenüber seinem Bischof, Johann XX. von Dalberg, abzugrenzen und zu verselbständigen, und auch dass Worms innerhalb des Reichs einem Wettbewerbsdruck mit anderen Reichsstädten ausgesetzt war, ein „modernes“ Recht als Standortvorteil aufzuweisen. Bei der Wormser Reformation handelt es sich so um eine für die Zeit der Rezeption typische Rechtssammlung.
Die Wormser Reformation wurde am 15. August 1499 in einer vom Rat der Stadt einberufenen Versammlung der Zunftmeister und hundert weiterer Zunftmitglieder offiziell veröffentlicht und noch im gleichen Jahr gedruckt.
Sie ist eine der frühesten und eine der umfangreichsten Stadtrechtssammlungen der Zeit.

## Inhalt
Im Grundsatz wollte die Wormser Reformation das hergebrachte Recht bewahren. Allerdings erfolgte die Redaktion durch Juristen, die das Römische Recht studiert hatten. Ergebnis dieses Redaktionsprozesses war, dass die Wormser Reformation kaum noch originäres Wormser Stadtrecht enthielt, sondern weitgehend römisches Recht. Daraus leitete die Stadt Worms umgekehrt ab, dass ihre Rechtssammlung allgemein gültig sei, also auch über Worms hinaus Geltung beanspruchen könne. Allerdings war es einer Partei im Zivilprozess weiterhin gestattet, sich auf Wormser Gewohnheitsrecht zu berufen, für dessen Geltung sie dann allerdings die Beweislast trug.
Verfahrens- und Gerichtsverfassungsrecht überwiegen die Bestimmungen zum materiellem Recht.

## Geltung
Die Wormser Reformation verdankte ihre Verbreitung und schnelle Durchsetzung auch dem neuen Medium des Buchdrucks. Bereits 1499 erschien die erste Ausgabe im Druck.
Die praktische Bedeutung der Wormser Reformation zeigt sich auch an den Ergänzungen und Verbesserungen, die in den späteren Ausgaben dokumentiert wurden. Die Rechtssammlung blieb als städtisches Recht bis zum Beginn des 19. Jahrhunderts verbindlich: Im Zuge der Französischen Revolution unterstanden die linksrheinischen Gebiete ab 1797/98 französischer Verwaltung und wurden 1801 mit dem Frieden von Lunéville auch formal Teil Frankreichs. Ab dem 21. März 1804 war der Code civil für das Zivilrecht in Worms verbindlich und ab 1810 der Code pénal für das Strafrecht.

## Gliederung
In einer Vorrede wird zunächst die Gerechtigkeit gepriesen, der Nutzen geschriebener Gesetze hervorgehoben und betont, dass sich der Rat der Stadt Worms vorbehält, bei Zweifeln über die Auslegung sowie Fällen, die die Wormser Reformation noch nicht erfasst, ergänzend Rechtsvorschriften zu erlassen. Die Wormser Reformation gliedert sich in sechs Bücher:
1. Prozess erster Instanz vor dem Stadtgericht
2. Appellationsverfahren vor dem Stadtrat
3. Klage, Einrede, Beweis
4. Materielles Privatrecht (1)
5. Materielles Privatrecht (2)
6. Strafrecht, Strafprozess, Peinliche Befragung

## Wirkung
Aufgrund der klaren Gliederung und des umfassenden Inhalts wirkte die Wormser Reformation auf zahlreiche nachfolgende Rechtssammlungen des 16. Jahrhunderts. Dazu zählten das Württembergische Landrecht und die Jülicher Reformation (beide: 1555), die Reformation der Kurpfalz 1582, die Reformation von Basel 1610 und das Badische Landrecht von 1622.

## Literatur

Impressum der Ausgabe von 1542

### Ausgaben
- 1499 – 1. Ausgabe. Gedruckt wurde diese erste Ausgabe bis zum 27. Mai 1499 auf 173 gezählten und 13 ungezählten Blättern in Folioformat von Peter Drach in Speyer.[16]
- 1507 – 2. Ausgabe. 94 gezählte, 6 ungezählte Blätter in folio. Peter Drach, Speyer.
- 1513 – 3. Ausgabe. 94 gezählte, 6 ungezählte Blätter in folio. Peter Drach, Speyer.
- 1531 – 4. Ausgabe. 80 nummerierte, 6 nicht nummerierte Blätter, Christian Egenolph, Frankfurt am Main.
- 1534 – 5. Ausgabe. 12 nummerierte, 173 nicht nummerierte Folioblätter. Frankfurt am Main
- 1542 – 6. Ausgabe. 12 nummerierte, 173 nicht nummerierte Folioblätter. Gregorius Hofmann, Worms. Dies ist die einzige Ausgabe, die in größerem Umfang abändernde Gesetze enthält sowie eine Urkunde Kaiser Maximilians I. von 1505, in der dieser ausdrücklich die alten Freiheiten der Stadt und besonders auch die Reformation der Stat Wormbs Rechten, Ordnung, Policey, Gerechtigkeiten, gute gewonheiten und alte herkomen bestätigt.
- 1561 – 7. Ausgabe. 165 nicht nummerierte und 14 nummerierte Folioblätter. Worms.[Anm. 2]
- 1564 – 9. Ausgabe. 165 nicht nummerierte und 14 nummerierte Folioblätter. Worms.
- 1985 Gerhard Köbler (Hg.): Der Statt Wormbs Reformation. 1. Auflage. Gießen 1985. ISBN 978-3-88430-048-0
- 2008 Daniela Simbeni (Redaktion), Gerhard Köbler (Hg.): Der Statt Wormbs Reformation. Gießen 2008. [Ausschließlich digital, siehe: Weblinks]

### Sekundärliteratur
- Friedrich Battenberg: Wormser Reformation. In: Adalbert Erler u. a.: Handwörterbuch zur deutschen Rechtsgeschichte Band 5. 1. Auflage. Erich Schmidt Verlag, Berlin 1998. ISBN 978-3-503-00015-9, Sp. 1536f.
- Hans Diehl: Gerichtsverfassung und Zivilprozeß in der Wormser Reformation vom Jahre 1499 = Dissertation Freiburg. Eugen Kranzbühler. Worms 1932.
- Gerhard Köbler: Der Statt Wormbs Reformation = Arbeiten zur Rechts- und Sprachwissenschaft 27. Gießen 1985. ISBN 3-88430-048-2 [enthält eine im Format verkleinerte Reproduktion der Ausgabe von 1499]